# Willoughby (Ohio)
Willoughby es una ciudad ubicada en el condado de Lake en el estado estadounidense de Ohio. En el Censo de 2010 tenía una población de 22268 habitantes y una densidad poblacional de 831,58 personas por km².

## Geografía
Willoughby se encuentra ubicada en las coordenadas 41°38′45″N 81°24′35″O / 41.64583, -81.40972. Según la Oficina del Censo de los Estados Unidos, Willoughby tiene una superficie total de 26.78 km², de la cual 26.54 km² corresponden a tierra firme y (0.87%) 0.23 km² es agua.

## Demografía
Según el censo de 2010, había 22268 personas residiendo en Willoughby. La densidad de población era de 831,58 hab./km². De los 22268 habitantes, Willoughby estaba compuesto por el 93.61% blancos, el 3.1% eran afroamericanos, el 0.1% eran amerindios, el 1.46% eran asiáticos, el 0.01% eran isleños del Pacífico, el 0.2% eran de otras razas y el 1.51% pertenecían a dos o más razas. Del total de la población el 1.29% eran hispanos o latinos de cualquier raza.